# Aphropsis
Aphropsis är ett släkte av insekter. Aphropsis ingår i familjen spottstritar.
Kladogram enligt Catalogue of Life:
| Aphropsis | \| \| Aphropsis gigantea \| \| \| \| \| \| Aphropsis nigrina \| \| \| \| |
|           | \| \| Aphropsis gigantea \| \| \| \| \| \| Aphropsis nigrina \| \| \| \| |
|           | Aphropsis gigantea                                                       |
|           |                                                                          |
|           | Aphropsis nigrina                                                        |
|           |                                                                          |